# Acqui Terme (stacja kolejowa)
Acqui Terme (włoski: Stazione di Acqui Terme) – stacja kolejowa w Acqui Terme, w prowincji Alessandria, w regionie Piemont, we Włoszech. Znajduje się na linii Asti - Genua i  Alessandria - San Giuseppe di Cairo.
Jest położona przy Piazza Vittorio Veneto, niedaleko zabytkowego centrum miasta.
Zarządzana jest przez Rete Ferroviaria Italiana i klasyfikowana jako kategoria srebrna.

## Historia
Stacja została otwarta 3 stycznia 1858, gdy otworto linię do Aleksandrii. Była stacją końcową do 1874, kiedy to otwarto linię do San Giuseppe di Cairo. W 1893 r. otwarto linię Asti – Ovada, pierwszy odcinek linii do Genui.